# Canton d'Auxerre-Nord
Le canton d'Auxerre-Nord est une division administrative française du département de l'Yonne.

## Composition
| Nom                 | Code Insee | Intercommunalité  | Superficie (km2) | Population (dernière pop. légale) | Densité (hab./km2) |
| ------------------- | ---------- | ----------------- | ---------------- | --------------------------------- | ------------------ |
| Auxerre (chef-lieu) | 89024      | CA de l'Auxerrois | 49,95            | 34 846 (2016)                     | 698                |
| Appoigny            | 89013      | CA de l'Auxerrois | 22,09            | 3 135 (2014)                      | 142                |
| Charbuy             | 89083      | CA de l'Auxerrois | 23,40            | 1 829 (2014)                      | 78                 |
| Monéteau            | 89263      | CA de l'Auxerrois | 18,19            | 4 010 (2014)                      | 220                |
| Perrigny            | 89295      | CA de l'Auxerrois | 12,62            | 1 288 (2014)                      | 102                |

Le canton ne comprend qu'une fraction de la commune d'Auxerre (1 762 habitants en 2011) et de la commune de Monéteau (3 454 hab.).

## Représentation
| Période | Période | Identité       | Étiquette    | Qualité                                                              |
| ------- | ------- | -------------- | ------------ | -------------------------------------------------------------------- |
| 1992    | 1998    | François Babay | DVD          | Entrepreneur en maçonnerie Maire de Monéteau (1965-1995)             |
| 1998    | 2015    | Robert Bideau  | DVD puis UMP | Maire de Monéteau depuis 1995 Elu en 2015 dans le canton d'Auxerre-2 |

## Démographie
| 1962 | 1968 | 1975 | 1982 | 1990   | 1999   | 2006   | 2011   | 2012   |
| ---- | ---- | ---- | ---- | ------ | ------ | ------ | ------ | ------ |
| -    | -    | -    | -    | 11 279 | 11 381 | 11 359 | 11 300 | 11 403 |